# Marcelo Serrado
 (avril 2025).
Si vous disposez d'ouvrages ou d'articles de référence ou si vous connaissez des sites web de qualité traitant du thème abordé ici, merci de compléter l'article en donnant les références utiles à sa vérifiabilité et en les liant à la section « Notes et références ».
Marcelo Magalhães Serrado, né le 10 février 1967 à Rio de Janeiro, est un acteur brésilien.

## Filmographie
- 2014 : Rio, I Love You (Rio, Eu Te Amo), film à sketches brésilien, segment « Acho que Estou Apaixonado » de Stephan Elliott :

### Télévision
- 2020: Dança dos Famosos 17
- 2023: The Masked Singer Brasil 3